# 斯夸布 (加利福尼亞州)
斯夸布（英語：Squab）是位於美國加利福尼亞州納帕縣的一個非建制地區。該地的面積和人口皆未知。

## 地理
斯夸布的座標為38°11′50″N 122°16′39″W / 38.19722°N 122.27750°W，而該地的平均海拔高度為10米（即33英尺）。